# Cissus subtetragona
Cissus subtetragona är en vinväxtart som beskrevs av Jules Émile Planchon. Cissus subtetragona ingår i släktet Cissus och familjen vinväxter. Inga underarter finns listade i Catalogue of Life.